# Улица Жукова (Салават)
Улица Жукова  — улица, расположенная в поселке Мусино.

## История
Застройка улицы началась в 19 веке.   Улица застроена частными 1-2 этажными домами. 

## Трасса
Улица Жукова начинается от улицы Революционная и заканчивается на улице Тагиева.

## Транспорт
По улице Жукова общественный транспорт не ходит.